# Tufão Ida (1958)
O tufão Ida, também conhecido como tufão Kanogawa (狩野川台風, Kanogawa Taifū), foi o sexto tufão mais mortal a atingir o Japão, bem como um dos ciclones tropicais mais fortes já registrados. Em 20 de setembro, Ida se formou no Pacífico Ocidental perto de Guam. Moveu-se para o oeste e rapidamente se intensificou em um tufão de 185 km/h no dia seguinte. Em 22 de setembro, Ida virou para o norte e continuou a sua rápida taxa de intensificação. Dois dias depois, os caçadores de furacões observaram uma pressão barométrica mínima de 877 mb (25.9 inHg), bem como ventos de pico estimados de 325 km/h. Isso fez de Ida o ciclone tropical mais forte já registrado na época, embora tenha sido superado pelo tufão de 17 de junho alguns anos depois. Ida enfraqueceu enquanto continuava para o norte-nordeste e atingiu o Japão no sudeste de Honshū com ventos de 80 mph (130 km/h) em 26 de setembro. Tornou-se extratropical no dia seguinte e se dissipou no dia 28 para o leste do país. Ida causou inundações torrenciais no sudeste do Japão, resultando em mais de 1 900 deslizamentos de terra. Os danos foram estimados em $ 50 milhões, e deixou 1 269 fatalidades.

## História meteorológica
A tempestade tropical Ida se formou a leste de Guam em 20 de setembro de 1958. A tempestade moveu-se para o oeste, cruzando a ilha enquanto se intensificava gradualmente em um tufão. Em 22 de setembro, Ida iniciou um movimento para o norte, seguindo um caminho típico dos tufões de setembro. Naquela época, os caçadores de furacões relataram que o olho estava obscurecido e, nas 24 horas subsequentes, a parede do olho permaneceu incompleta. No entanto, durante um período de 14 horas, começando às 15:00 UTC em 23 de setembro, o tufão Ida começou a sofrer um rápido aprofundamento, por vezes com uma taxa de 5.8 mbar (0.17 inHg) por hora. O olho tornou-se cada vez mais bem definido, e perto das 05:00 UTC em 24 de setembro, uma aeronave de reconhecimento implantou um dropsonde no tufão cerca de 970 km a noroeste de Guam. O instrumento registrou uma pressão barométrica de 877 mbar (25.9 inHg), o que fez de Ida o ciclone tropical mais forte já registrado na época, medido pela pressão.
Na época da sua pressão mais baixa, os caçadores de furacões estimaram ventos em nível de vôo de 345 km/h. O vôo de reconhecimento observou uma temperatura de superfície no olho de 33 ° C com 50% umidade; um olho tão quente e seco era bastante incomum por estar localizado sobre o oceano aberto. Por menos de 36 horas após seu pico de intensidade, a aeronave informou que o olho havia se tornado cheio de nuvens, o que indicava enfraquecimento. Os ventos de Ida diminuíram gradualmente e o tufão atingiu o Japão no sudeste de Honshu em 26 de setembro com ventos de 190 km/h e uma pressão mínima de 949 mbar (28.0 inHg). O tufão cruzou a parte leste do país e emergiu da província de Fukushima no Oceano Pacífico. No início de 27 de setembro, Ida tornou-se extratropical e seus remanescentes se moveram por Sapporo e pelas Ilhas Curilas antes de se dissipar no final de 28 de setembro.
Quando os caçadores de furacões relataram a pressão mais baixa de Ida, a medição foi de 10 mb (0.30 inHg) abaixo do recorde anterior de 887 mbar (26.2 inHg), definido por um tufão em 1927. Ida manteve o seu status de tufão mais intenso até 1973, quando o tufão Nora atingiu a mesma pressão mínima. Em novembro de 1975, o tufão de junho superou ambos e atingiu uma pressão mínima de 875 mbar (25.8 inHg). Tufão Tip em outubro de 1979 tornou-se o mais forte já registrado com uma pressão mínima de 870 mbar (26 inHg), que continua sendo o recorde.

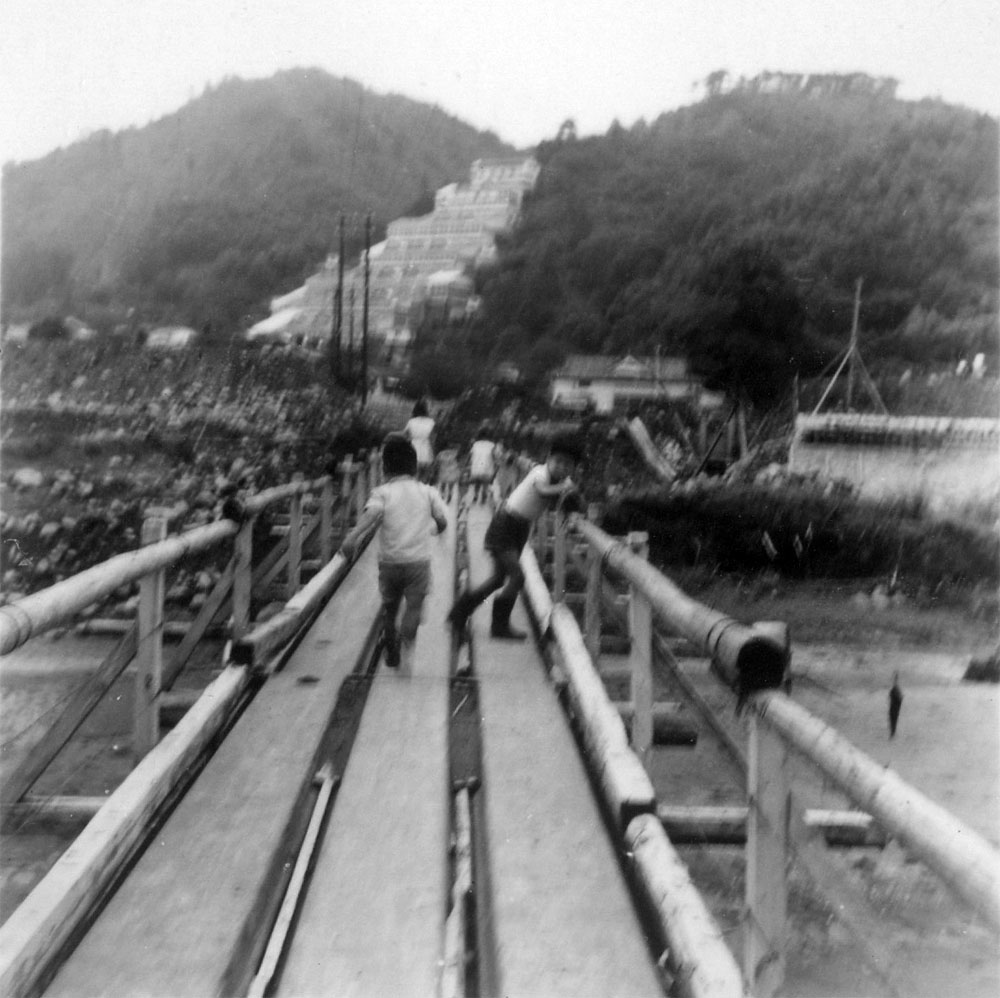
Danos de Ida em Izunokuni, Shizuoka

Enquanto o tufão Ida atingiu o Japão, produziu chuvas fortes que chegaram 748,6 mm no Monte Amagi na Península de Izu. Na capital de Tóquio, a tempestade trouxe quase 430 mm de precipitação, que foi o maior total diário desde o início dos registros em 1876. Em todo o país, as chuvas causaram inundações ao longo dos rios Kano, Merugo e Arakawa ; a inundação do rio Kano destruiu aldeias ao longo da Península de Izu. As chuvas resultaram em pelo menos 1 900 deslizamentos de terra, incluindo 786 na área de Tóquio. Houve uma maré de tempestade de 1,1 m em Chiba, que inundou 120 000 hectares de campos de arroz. Ao longo da costa, foram 32 navios estavam desaparecidos ou afundados, e outros 20 foram danificadas. Além das chuvas, o tufão produziu ventos de até 160 km/h, com rajadas de 130 km/h registrado em Tóquio; no entanto, os danos causados pelo vento foram menores.
Uma reportagem da Revista Time no início de outubro de 1958 referiu-se a Ida como o pior tufão no Japão em 24 anos, desde o tufão Muroto de 1934. Na área de Tóquio, a tempestade causou quedas de energia generalizadas e interrompeu severamente o sistema de transporte. Durante a tempestade, as comunicações foram cortadas com a Península de Izu, onde os danos foram maiores. Em todo o país, mais de 520 000 casas foram inundadas, o que é o maior número registrado. Como resultado, a Agência Meteorológica do Japão deu a Ida o nome local especial de "Tufão Kanogawa". O tufão danificou 16 743 casas em algum grau, incluindo 2 118 que foram destruídos e outros 2 175 que foram severamente danificados. Embora tenha sido inicialmente relatado que a tempestade deixou cerca de 500 000 desabrigados, o total foi posteriormente reduzido para 12 000 pessoas ficaram desabrigadas devido à tempestade. Além disso, o tufão destruiu mais de 244 pontes rodoviárias ou ferroviárias. O dano total foi estimado em $ 50 milhões (1958 USD), ou 20,6 bilhões de ienes. No geral, o tufão feriu 1 138 pessoas e matou um total de 1 269 pessoas. Isso torna Ida a sexta tempestade mais mortal do país, atrás do tufão Ruth em 1951, do tufão Marie em 1954, do tufão Ida em 1945, do tufão Muroto de 1934 e do tufão Vera em 1959. Incluído no número de mortos foram 381 pessoas que estavam desaparecidas e supostamente mortas.
Depois que a tempestade diminuiu, os militares dos Estados Unidos forneceram suprimentos e soldados para ajudar no trabalho de socorro. Cerca de 200 bombeiros ao longo do rio Kano ajudaram nos esforços de socorro.